# (200061) 2008 QQ8
(200061) 2008 QQ8 es un asteroide perteneciente al cinturón de asteroides, descubierto el 25 de agosto de 2008 por el equipo del Observatorio Astronómico de Mallorca desde el Observatorio Astronómico de La Sagra, Puebla de Don Fadrique (Granada), España.

## Designación y nombre
Designado provisionalmente como 2008 QQ8.

## Características orbitales
2008 QQ8 está situado a una distancia media del Sol de 3,109 ua, pudiendo alejarse hasta 3,357 ua y acercarse hasta 2,861 ua. Su excentricidad es 0,079 y la inclinación orbital 9,195 grados. Emplea 2002,91 días en completar una órbita alrededor del Sol.

## Características físicas
La magnitud absoluta de 2008 QQ8 es 15,6. Tiene 4 km de diámetro y su albedo se estima en 0,07.